# Камберленд (Вісконсин)
Камберленд (англ. Cumberland) — місто (англ. city) в США, в окрузі Беррон штату Вісконсин. Населення — 2274 особи (2020).

## Географія
Камберленд розташований за координатами 45°32′10″ пн. ш. 92°1′29″ зх. д. / 45.53611° пн. ш. 92.02472° зх. д. (45.536073, -92.024753).  За даними Бюро перепису населення США в 2010 році місто мало площу 10,46 км², з яких 8,94 км² — суходіл та 1,51 км² — водойми.

## Демографія
Згідно з переписом 2010 року, у місті мешкало 2170 осіб у 994 домогосподарствах у складі 570 родин. Густота населення становила 208 осіб/км².  Було 1207 помешкань (115/км²).
Расовий склад населення:
| - 95,9 % — білих - 1,4 % — корінних американців - 0,5 % — чорних або афроамериканців |

До двох чи більше рас належало 1,7 %. Частка іспаномовних становила 2,5 % від усіх жителів.
За віковим діапазоном населення розподілялося таким чином: 20,8 % — особи молодші 18 років, 54,3 % — особи у віці 18—64 років, 24,9 % — особи у віці 65 років та старші. Медіана віку мешканця становила 47,2 року. На 100 осіб жіночої статі у місті припадало 86,3 чоловіків;  на 100 жінок у віці від 18 років та старших — 84,8 чоловіків також старших 18 років.
Середній дохід на одне домашнє господарство  становив 47 348 доларів США (медіана — 41 544), а середній дохід на одну сім'ю — 59 596 доларів (медіана — 51 591). За межею бідності перебувало 17,3 % осіб, у тому числі 28,9 % дітей у віці до 18 років та 5,3 % осіб у віці 65 років та старших.
Цивільне працевлаштоване населення становило 1000 осіб. Основні галузі зайнятості: освіта, охорона здоров'я та соціальна допомога — 22,9 %, виробництво — 22,1 %, мистецтво, розваги та відпочинок — 14,9 %, роздрібна торгівля — 11,2 %.